# National Instruments
 (novembre 2015).
Si vous disposez d'ouvrages ou d'articles de référence ou si vous connaissez des sites web de qualité traitant du thème abordé ici, merci de compléter l'article en donnant les références utiles à sa vérifiabilité et en les liant à la section « Notes et références ».

National Instruments Corporation, communément appelée NI, est une entreprise américaine cotée au NASDAQ (sous le sigle NATI) qui compte en 2011 plus de 6000 employés répartis dans 41 pays. Son siège social est basé à Austin, Texas. National Instruments est un fournisseur de matériels et de logiciels permettant aux scientifiques et aux ingénieurs de concevoir, prototyper et déployer des systèmes aux applications de test et mesure, de contrôle/commande et embarqués. En 2010, elle a un chiffre d'affaires de 860 millions de dollars.
L'entreprise est notamment connu pour sa plate-forme de développement logiciel NI LabVIEW. Elle développe aussi LabWindows/CVI, Measurement Studio, TestStand, VeriStand, Multisim ou encore DIAdem. Elle propose aussi des plate-forme d'instrumentation tels que PXI et CompactRIO

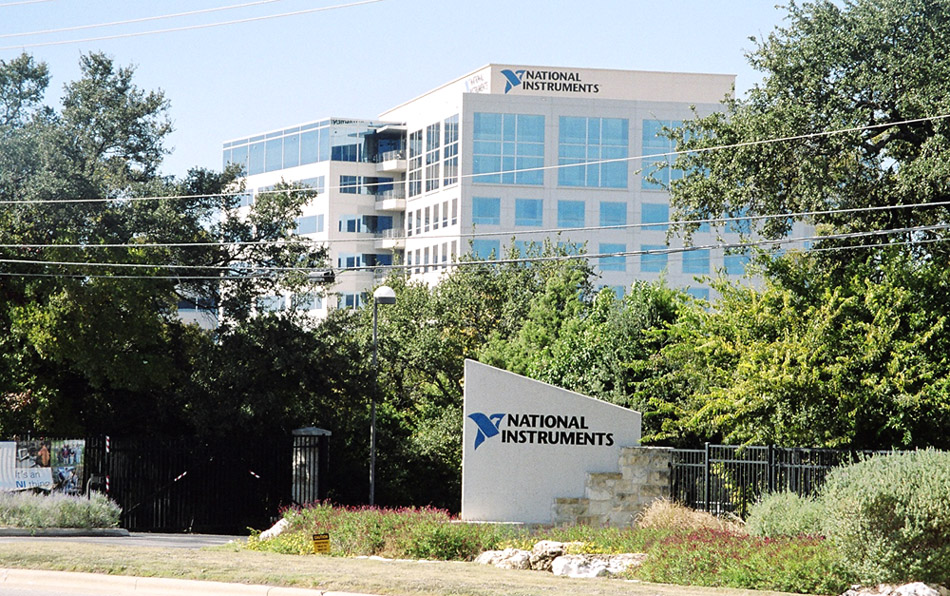
Le campus de National Instruments à Austin, Texas

## Histoire

### Fondation
Au début des années 1970, James Truchard, Jeff Kodosky et Bill Nowlin, sont employés au Laboratoire de Recherche Appliqué de l’Université du Texas à Austin. Dans le cadre d’un projet de recherche pour l’U.S. Navy, ils font appel à l’informatique alors naissante pour la collecte et l’analyse de données. Comme les méthodes d'acquisition de données qu'ils ont à leur disposition leur semblent inefficaces, ils décident de créer un produit qui leur simplifie la tâche.  En 1976, alors qu’ils travaillent encore dans le garage de James Truchard, ils fondent une entreprise. Ils tentent d'obtenir plusieurs appellations, au nombre desquelles Longhorn Instruments et Texas Digital, mais toutes sont refusées. Finalement, ils choisissent le nom actuel de National Instruments.
Ayant obtenu un prêt de 10 000 dollars, l'équipe s'achète un micro-ordinateur PDP-11/04. Leur premier projet consiste à concevoir et construire une interface GPIB compatible avec ce dernier. Leur première vente est le fruit d’un appel téléphonique inopiné à la  base aérienne de Kelly, à San Antonio (Texas). Comme ils sont encore tous trois sous contrat avec l’Université du Texas, ils embauchent en 1977 leur première employée à plein-temps, Kim Harrison-Hosen, pour gérer les commandes, la facturation et les demandes des clients. À la fin de l’année, ils ont vendu trois de leurs cartes et, pour augmenter leur activité, ils rédigent un courrier qu’ils envoient à 15 000 utilisateurs de PDP-11. En 1978, l’augmentation de leurs ventes leur permet d’emménager dans un véritable local commercial d’une superficie de 56 m2 au 9513 Burnet Road, à Austin.

### Années 1980
À la fin des années 1970, la société affiche un montant de commandes de 400 000 $ et enregistre un bénéfice de 60 000 $. En 1980, James Truchard, Jeff Kodosky et Bill Nowlin quittent leur emploi pour se consacrer à National Instruments à plein temps. L'entreprise change de locaux à la fin de l'année et loue 500 m2 de bureaux. Dans le but d’augmenter son chiffre d’affaires, la société entreprend de nombreux projets spéciaux, au rang desquels un système de cartes de crédit pour des stations-service et un générateur de signaux pour le test acoustique des sonars de l'U.S. Navy. En 1981, l’entreprise a passé la barre du million de dollars de chiffre d’affaires, ce qui la pousse, en 1982, à emménager dans des bureaux de 1 000 m2.
En 1983, National Instruments franchit une étape majeure de son histoire en développant sa première carte GPIB capable de connecter des instruments de mesure à un PC IBM.  Au moment de l’arrivée de l’ordinateur Macintosh, la société est prête à tirer parti des interfaces graphiques qui en sont la nouveauté. Kodosky, aidé d'étudiants-chercheurs, lance un projet de recherche à l’Université du Texas, pour trouver de nouvelles manières d’exploiter cette nouvelle interface. Ses recherches mènent à la création du produit phare de NI, la plate-forme de développement graphique LabVIEW pour l’ordinateur Macintosh, mise sur le marché en 1986. Ce logiciel conçu pour les ingénieurs et scientifiques permet de programmer de façon graphique, en reliant des icônes entre elles, au lieu de rédiger du code textuel. En leur fournissant un environnement de développement plus intuitif et moins structuré, LabVIEW augmente leur productivité, ce qui lui assure un certain succès[réf. souhaitée].
La société prend la décision d’entreprendre la vente directe de ses produits au lieu de confier la vente à des distributeurs. En 1987, elle ouvre sa première filiale étrangère à Tokyo et sa première filiale européenne, en France, au Blanc-Mesnil en 1988.

### Années 1990
En 1990, NI emménage dans un nouveau local au 6504 Bridge Point Parkway, qu'elle achète en 1991. Ce nouveau bâtiment, situé sur les rives du lac Austin près du pont Loop 360, devient connu sous le nom de Silicon Hills : Bridge Point.
NI obtient son premier brevet pour LabVIEW en 1991. Plus tard dans l’année, l'entreprise introduit le SCXI (Signal Conditioning eXtensions for Instrumentation), un système modulaire destiné à augmenter les capacités de ses matériels d’acquisition de données sur PC. En 1992 est lancée la première version de LabVIEW pour PC sous Windows et Unix. Pour compléter sa force de vente directe, NI crée également le Programme Partenaires Alliance, qui permet aux clients de faire appel aux services de développeurs, d’intégrateurs système et de consultants tiers sélectionnés dans le monde entier.
LabVIEW étant désormais disponible sur PC, donc pour un large éventail d’utilisateurs, l'entreprise atteint en 1993 la barre des 100 millions de dollars de ventes. C’est l’année où NI lance l’environnement logiciel LabWindows/CVI dans le but de répondre à la demande des programmeurs en C/C++. L’année suivante, un employé passionné fait un début d’expérimentation avec le World Wide Web, encore peu connu, et développe natinst.com, la première page Web de l'entreprise. National Instruments, en croissance continue, commence à manquer d'espace sur son campus de 12 600 m2. En 1994, l’entreprise pose la première pierre d’un nouveau campus sur un site de 290 000 m2 longé par le North Mopac boulevard, dans le Nord d'Austin. À ce moment, NI emploie mille personnes[réf. souhaitée].
En 1995, la société décide de s'ouvrir en bourse. Aujourd’hui, l’entreprise est cotée au NASDAQ sous le sigle NATI. À la fin des années 1990, on commence à utiliser LabVIEW dans le cadre d’applications d’automatisation industrielle. Avec LabVIEW et les cartes d’acquisition de données de dernière génération fournies par l’entreprise, il devient possible pour les ingénieurs de remplacer des instruments coûteux, aux fonctions figées et définies par le fabricant, par un système personnalisé basé PC capable d’acquérir, d’analyser et de publier des données avec plus de souplesse, et à des coûts plus bas. Avec le rachat du logiciel Lookout de Georgetown Systems, les produits NI se taillent une place grandissante dans les applications en milieu industriel. En 1996, l'entreprise a passé les 200 millions de dollars de ventes annuelles et est citée dans le classement des 200 Meilleures PME du magazine Forbes.
Sur les années suivantes, les ingénieurs de NI continuent de travailler sur l’instrumentation virtuelle en proposant des logiciels et matériels de vision industrielle, qui utilisent des caméras en guise de capteurs, et des logiciels et matériels de commande d’axes moteurs. NI introduit également le standard industriel PXI, basé sur le CompactPCI, pour la création de systèmes de mesure et d’automatisation modulaires, et le logiciel NI TestStand pour la gestion des tests en production.

### Années 2000
En 2000-2001, NI se lance dans une série de constructions, avec premièrement l’ouverture à Debrecen (Hongrie) de sa première usine implantée à l'étranger de 13 400 m2. . En 2002, l’entreprise inaugure le Truchard Design Center sur son campus de Mopac. Avec ses 35 200 m2, haut de huit étages, il devient le quartier général des opérations de R&D de National Instruments[réf. souhaitée]. 
En 2002, National Instruments attaque MathWorks en justice pour violations de brevets. Les années suivantes, NI fait valoir devant les tribunaux que MathWorks a violé quatre de ses brevets, mettant en lumière la grande similarité de leur logiciel Simulink avec LabVIEW. Le jury constate que ces quatre brevets, enregistrés aux États-Unis sous les n°4 901 221, 4 914 568, 5 301 336 et 5 291 587, sont valables, et que les trois premiers ont été illégalement violés. Après plusieurs appels, le cas est finalement clos en 2004, avec la décision prise par un juge fédéral d'interdire à The Mathworks, Inc. la production et l’expédition de leurs produits Simulink. Aux clients de MathWorks, NI propose son toolkit LabVIEW Simulation Interface, qui leur permet d'exploiter les données acquises en utilisant Simulink.
Annoncé en 2003, LabVIEW 7 Express représente le couronnement de quatre ans d’efforts de la part des ingénieurs, et est certainement la mise à niveau la plus significative de LabVIEW depuis la version 2.5 pour Windows en 1992. LabVIEW 7 Express simplifie d’une façon inédite[Comment ?] la création d’applications de mesure et d’automatisation et élargit l’éventail des cibles de LabVIEW aux FPGA embarqués, à Palm OS et aux PC de poche(PDA) de Microsoft.
En 2004, NI annonce la sortie du CompactRIO, un système de contrôle et d’acquisition de données dotés d’entrées/sorties reconfigurables (RIO) par FPGA. Il est aujourd’hui utilisé comme enregistreur de données temps réel, comme système de contrôle/commande industriel, ou encore comme plate-forme de prototypage et de déploiement de systèmes de contrôle embarqués. En 2006, NI fête ses 30 ans en même temps que les 20 ans du logiciel LabVIEW.
En 2007, NI introduit LabVIEW 8.5 pour les processeurs multicœurs, le PXI Express, et étend sa famille de matériels RIO. C’est aussi l’année du déménagement des locaux de la filiale française, qui s’installe à Nanterre.